# Comuna Zreče
Zreče (Občina Zreče) este o comună din Slovenia, cu o populație de 6.245 de locuitori (2002).

## Localități
Bezovje nad Zrečami, Boharina, Bukovlje, Dobrovlje, Čretvež, Črešnova, Gorenje pri Zrečah, Gornja vas, Gračič, Koroška vas na Pohorju, Križevec, Lipa, Loška Gora pri Zrečah, Mala Gora, Osredek pri Zrečah, Padeški Vrh, Planina na Pohorju, Polajna, Radana vas, Resnik, Rogla, Skomarje, Spodnje Stranice, Stranice, Zabork, Zlakova, Zreče